# Internationales Steuerrecht (Deutschland)
Das internationale Steuerrecht in Deutschland als Spezialgebiet des Steuerrechts befasst sich mit der Problematik grenzüberschreitender Sachverhalte, die für die Besteuerung von natürlichen Personen, Personengesellschaften und Kapitalgesellschaften von Bedeutung sind. Bei diesen Sachverhalten würde es ohne eine gesetzliche Regelung zu einer Doppelbesteuerung von Einkünften kommen, da die jeweiligen Staaten von ihrem Recht Gebrauch machen würden, die Einkünfte dem jeweiligen Steuerrecht zu unterwerfen.
Diese Problematik tritt vor allem bei folgenden Sachverhalten auf:
- ein Steuerpflichtiger ist aufgrund seines Wohnsitzes oder gewöhnlichen Aufenthalts in zwei Staaten unbeschränkt Steuerpflichtig[1] oder
- die in einem Staat ansässige Person/Gesellschaft erzielt in einem oder mehreren anderen Staaten Einkünfte[1].

Hier stellt sich die Frage, welcher Staat diese Einkünfte besteuern darf.
Das internationale Steuerrecht hat keine eigenständige zusammenhängende Kodifikation erhalten, sondern findet sich in verschiedenen Gesetzen, insbesondere Einkommensteuergesetz, Körperschaftsteuergesetz, Außensteuergesetz, Abgabenordnung, Investmentsteuergesetz, und in den Doppelbesteuerungsabkommen.

## Doppelbesteuerungsabkommen (DBA)
Um feststellen zu können, welchem der beiden oder mehreren betroffenen Staaten das Besteuerungsrecht nicht zusteht, werden die sogenannten Doppelbesteuerungsabkommen angewendet, die zwischen den jeweiligen Staaten ausgehandelt werden. Die Abkommen der entwickelten Staaten (Industrieländer) richten sich grundsätzlich nach dem OECD-Musterabkommen, wobei die einzelnen Regelungen staatenspezifisch ausgehandelt werden. DBA begründen niemals ein Besteuerungsrecht, vielmehr beschränken es lediglich. Die Grundlagen der jeweiligen nationalen Besteuerung finden sich daher stets und ausschließlich in den nationalen Steuergesetzen.
Grundsätzlich ist es möglich und auch gängig, dass bestimmte nationale Steuerregelungen im Widerspruch zu einem DBA stehen, d. h. es wird ein Sachverhalt besteuert, der nach dem einschlägigen DBA nicht besteuert werden dürfte. Dieses sogenannte treaty-overriding ist ein Verstoß gegen das DBA, kann aber vom nationalen Steuerpflichtigen nicht gegenüber seinem Finanzamt geltend gemacht werden, da dieser nicht Vertragspartei war, dies waren ja nur die beteiligten Staaten.
Der Bundesfinanzhof ist indes von der Verfassungswidrigkeit dieser treaty-overrides überzeugt; er hat daher jüngst in zwei Beschlüssen die Verfahren ausgesetzt und sie nach Art. 100 des Grundgesetzes dem Bundesverfassungsgericht zur verfassungsrechtlichen Überprüfung vorgelegt.
Im Grundsatz wird durch ein DBA das Besteuerungssubstrat auf die beteiligten Länder aufgeteilt. Dabei kommt es darauf an, zu welchem Staat der stärkere Zurechnungsbezug besteht.
Einkünfte aus Immobilienvermögen (Miete und Veräußerungsgewinn) werden regelmäßig im Belegenheitstaat besteuert und im anderen Staat (Ansässigkeitsstaat des Eigentümers) von der Besteuerung freigestellt, Art. 6 und 13 Abs. 1 OECD-Musterabkommen. Das Gleiche gilt für sogenannte Betriebsstätten, also den Gewerbebetrieb. Im Rahmen von DBA wird die Personengesellschaft grundsätzlich wie eine Betriebsstätte behandelt. Laufender Gewinn und Veräußerungsgewinn aus Betriebsstätten werden ausschließlich im Betriebsstättenstaat besteuert, Art. 7 und 13 Abs. 2 OECD-Musterabkommen. Bei der Veräußerung von Kapitalgesellschaftsanteilen besteuert hingegen ausschließlich der Ansässigkeitsstaat des Anteilseigners, Art. 13 Abs. 4 OECD-Musterabkommen. Bei Dividenden und Zinszahlungen erfolgt dagegen typischerweise ein Quellensteuereinbehalt mit Anrechnung im Empfängerstaat, d. h. der Staat der Dividenden- oder Zinsquelle erhebt eine Quellensteuer, deren Höhe im DBA begrenzt wird. Der Empfängerstaat besteuert seinerseits ebenfalls die Dividenden- oder Zinszahlung, gewährt jedoch eine begrenzte Anrechnung der im Ausland gezahlten Steuern.

## Negative ausländische Einkünfte gem. § 2a EStG
Diese Regelung des EStG findet Anwendung, wenn eine in Deutschland ansässige Person oder Gesellschaft negative Einkünfte aus einem Drittstaat (Staaten, die weder EU- noch EWR-Staaten sind) bezieht. In diesem Fall werden die negativen Einkünfte, die bei Berücksichtigung zu einer niedrigeren Steuer führen würden, gem. § 2a EStG nicht bei der Besteuerung berücksichtigt. Die negativen Einkünfte können sich jedoch dann auswirken, wenn auch bestimmte positive Einkünfte bezogen werden. Erfüllen die negativen und positiven Einkünfte den Grundsatz der „Arten- und Staatengleichheit“ können sie miteinander verrechnet werden und die positiven Einkünfte wirken sich in Höhe der negativen Einkünfte nicht aus. Arten- und Staatengleichheit bedeutet, dass die Einkünfte aus demselben Staat und aus derselben Einkunftsart bezogen werden müssen, damit sie verrechnet werden können.
Der Grundsatz der Arten- und Staatengleichheit findet jedoch keine Anwendung bei negativen Einkünften aus Gewerbebetrieben gem. § 2a (1) Nr. 2 EStG in Verbindung mit § 2a (2) EStG. Diese Vorschrift besagt, dass die Arten- und Staatengleichheit keine Anwendung findet, wenn der Steuerpflichtige nachweist, dass die Einkünfte aus einer „aktiven“ Betriebsstätte stammen. Eine aktive Betriebsstätte in diesem Sinne umfasst alle Einnahmequellen die ausschließlich oder fast ausschließlich die Herstellung oder Lieferung von Waren, die Gewinnung von Bodenschätzen sowie die Bewirkung gewerblicher Leistungen zum Gegenstand hat. Ist dies der Fall, gilt die Beschränkung des Abzugs der negativen Einkünften nicht und können sich somit bei der Ermittlung der Steuerbelastung auswirken.
Handelt es sich jedoch bei den Einkünften um solche aus eine „passiven“ Betriebsstätte gem. § 2a (2) EStG, greift die Beschränkung durch den Grundsatz der Arten - und Staatengleichheit. Passive Betriebsstätten sind solche, die den Handel von Waffen und den Betrieb von Ferienanlagen oder die Vermietung oder der Verpachtung von Wirtschaftsgütern einschließlich der Überlassung von Rechten, Plänen, Mustern, Verfahren, Erfahrungen und Kenntnissen zum Gegenstand haben. In diesem Fall sind die negativen Einkünfte nicht ausgleichsfähig, sondern nur mit Gewinnen verrechenbar, wenn sie den Grundsatz der Arten- und Staatengleichheit erfüllen.